# Pocinovice
Pocinovice är en ort i Tjeckien.   Den ligger i regionen Plzeň, i den västra delen av landet, 120 km sydväst om huvudstaden Prag. Pocinovice ligger 449 meter över havet och antalet invånare är 539.
Terrängen runt Pocinovice är varierad.Runt Pocinovice är det glesbefolkat, med 13 invånare per kvadratkilometer. Närmaste större samhälle är Klatovy, 13,0 km öster om Pocinovice. I omgivningarna runt Pocinovice växer i huvudsak blandskog.